# Lading Kirke
Lading Kirke ligger i landsbyen Lading, knap otte kilometer sydøst for Hammel.
Kirken er opført i romansk stil, men er stærkt ændret efter en ombygning i 1861-62.
- Kirkens ydre
- Kirkens ydre - tættere på

## Eksterne kilder og henvisninger
- Lading Kirke hos KortTilKirken.dk
- Lading Kirke hos danmarkskirker.natmus.dk (Danmarks Kirker, Nationalmuseet)

- Wikimedia Commons har flere filer relateret til Lading Kirke